# موتا کاماسترا
موتا کاماسترا (به ایتالیایی: Motta Camastra) یک کومونه در ایتالیا است که در استان مسینا واقع شده‌است.

## خصوصیات
موتا کاماسترا ۲۵٫۳ کیلومترمربع مساحت و ۸۶۸ نفر جمعیت دارد و ۴۲۳ متر بالاتر از سطح دریا واقع شده‌است.

## نگارخانه

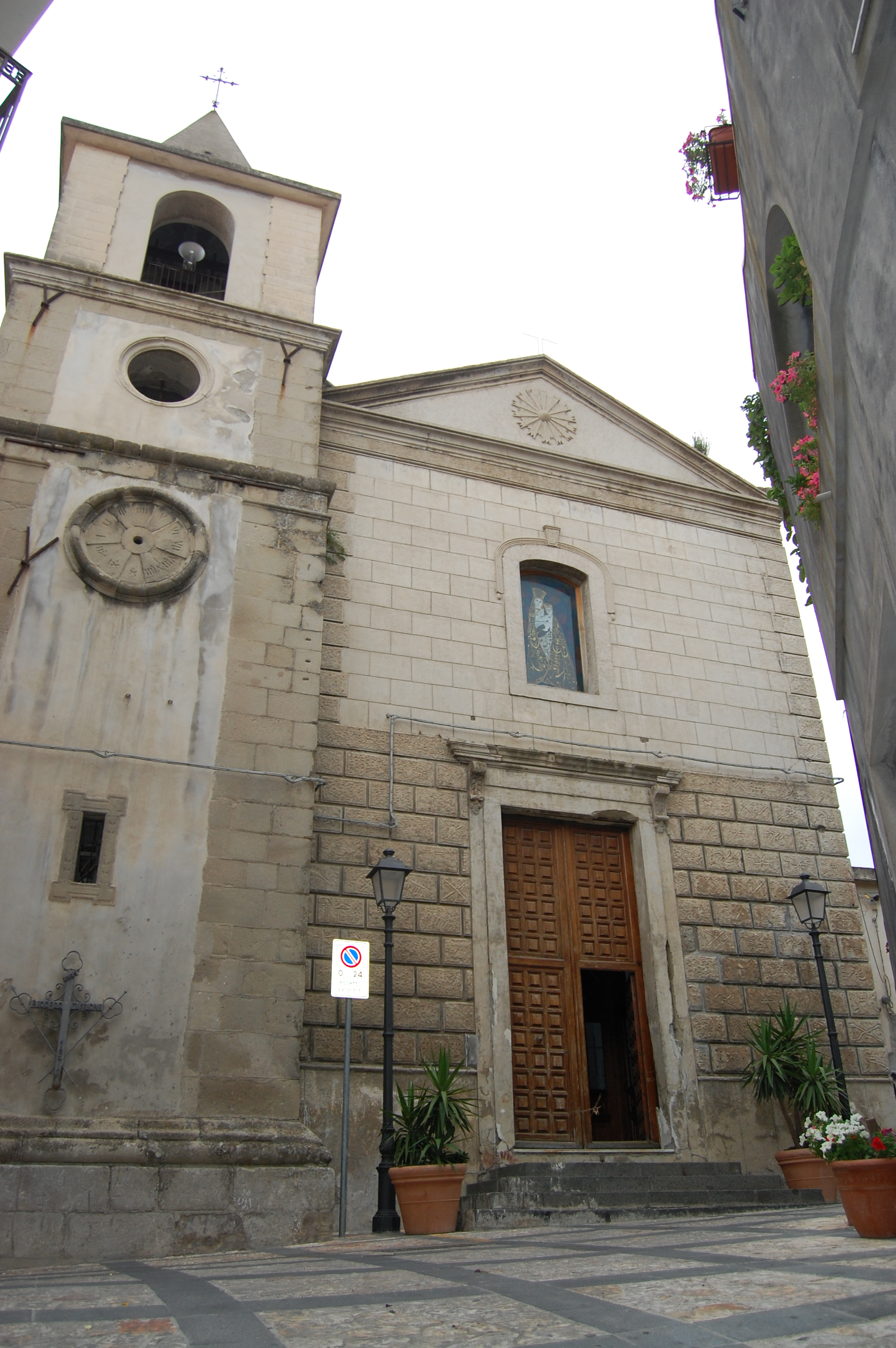